# Palača Grassi
Palača Grassi ili Palazzo Grassi-Stucky je neoklasicistička palača na Canale Grande u venecijanskom sestieru San Marco.
Palača Grassi je bila posljednja velika venecijanska palača izgrađena na Kanalu Grande prije propasti Mletačke Republike.

## Povijest
Obitelj Grassi bila je podrijetlom iz Bologne, oni su 1718. kupili plemstvo za 60 000 dukata od tada već jako osiromašene Mletačke Republike. Kao novim plemićima tog starog grada, trebala je im je i primjerena rezidencija na Kanalu Grande, zbog tog su braća Angelo i Zuanne Grassi, između 1732. – 1745. pokupovala više kuća i terena u parohiji San Samuele. Od 1748. započela je gradnja nove palače po projektu arhitekta Giorgio Massarija koja je dovršena 1772.
Massari se inspirirao paladijevom tradicijom tako da je Palača Grassi ispala jedna mješavina kasnog baroka i klasicizma.
I Palača Grassi imala je poput ostalih venecijanskih palača - centralno dvorište (danas natkriveno) i veliki reprezentativni salon (scalone d'onore), na prvom katu (piano nobile) ukrašen je freskama Michelangela Morlaitera i Francesco Zanchija.
Porodica Grassi prodala je palaču 1840., venecijanskom financijeru Spiridionu Papadopoliju, nakon toga palača je često mijenjala vlasnike, sve do 1908. kad je palaču kupio švicarski industrijalac Giovanni Stucky, njegov sin Giancarlo izveo je modernizaciju palače; uveo električnu energiju, liftove i grijanje.
Nakon Stuckyja od 1943., palača je vlasništvo financijera Vittorija Cinija do 1949., a od tada jedne agencije za nekretnine koja je u palaču preuredila u Međunarodni centar umjetnosti i kostima (Centro internazionale dell’Arte e del Costume).

## Palača Grassi kao izložbeni prostor
Gianni Agnelli (*1921. - † 2003.) tadašnji direktor i vlasnik Fiata 1983. kupio je Palaču Grassi i u potpunosti obnovio uz pomoć arhitekata Gae Aulentija i Antonija Foscarija. Od tad se profilirala kao jedan od najprestižnijih europskih izložbenih prostora, u kojem su održane mnoge značajne izložbe.
Nakon smrti Agnellija Fiat je prodao Palaču Grassi francuskom poduzetniku, i velikom kolekcionaru moderne umjetnosti Françoisu Pinaultu.

### Fondacija i kolekcija François Pinault u palači Grassi
Pinault je 2005. angažirao japanskog samoukog arhitekta Tadao Ando za rekonstrukciju palače. Palača Grassi tako je postala dio muzeja Palazzo Grassi François Pinault Foundation u kojem je još jedan izložbeni prostor Punta della Dogana, kojeg je isto preuredio Tadao Ando.
Muzej Grassi, pored izlaganja stalne zbirke organizira i velike izložbe suvremene umjetnosti, s djelima iz drugih ustanova, kao što je bila izložba - Pablo Picasso 11. studenog (2006. – 11. ožujka 2007.)

#### Pikanterija
Palača Grassi bilo je mjesto gdje se Pinaultov sin Francois-Henri Pinault upoznao s američkom glumicom Salmom Hayek i mjesto gdje su priredili svoje vjenčanje.

## Vanjske poveznice
- Museo arte moderna Venezia - Palazzo Grassi Venezia (tal.)
- Palazzo Grassi, s portala Venedig.jc-r (njem.)
- Restauro del Palazzo Grassi a Venezia  Arhivirana inačica izvorne stranice od 11. siječnja 2013. (Wayback Machine)(tal.)